# Превантивна война на Третия райх срещу СССР
Превантивната война на Третия райх срещу СССР в хода на Втората световна война е теза в историографията, застъпвана от някои германски учени историци, както и от публицисти като Виктор Суворов.

### Теория за съветско офанзивно планиране
Непосредствено след германското нахлуване в СССР Адолф Хитлер излага тезата, че Червената армия е направила обширни приготовления за офанзивна война в Европа, оправдавайки по този начин германското нападение като превантивен удар. След войната това гледище е представено от някои лидери на Вермахта като Вилхелм Кайтел.
Тази теза е повторена през 1980-те години. Открито е предложение подадено от Жуков и подписано от Василевски и Ватутин, предлагайки тайна мобилизация и дислоциране на войските на Червената армия на западната граница под прикритието на учения. Предложената цел на операцията е да се отреже Германия от съюзниците ѝ и особено от петролните полета на Румъния, от които се нуждае, за да води войната.
| “ | С оглед на факта, че Германия в настоящето държи армията си напълно мобилизирана с дислоцирани ариергардни служби, тя има капацитета да се разгърне преди нас и да удари внезапно. За да се предотврати това, считам за важно да не се остави операционната инициатива на Германското командване при каквито и да е обстоятелства, а да се очаква врага и да се нападне германската армия когато е в процес на дислоциране и преди да има време да организира фронта си и координацията на различните си части. | ” |

Според Виктор Суворов Сталин планира да използва Германия като свой заместник („Ледоразбивачът“) срещу Запада. Идеята на Сталин е да се захранват агресивните планове на Хитлер срещу Европа и едва след като страните са се били помежду си и са се изтощили до известна степен СССР да направи своя удар. По тази причина Сталин осигурява значителна материална и политическа подкрепа на Адолф Хитлер, докато в същото време подготвя Червената армия да „освободи“ цяла Европа от германската окупация. Суворов твърди, че Барбароса всъщност е превантивен удар, който капитализира върху съветските войскови концентрации непосредствено по границите от 1941 г. Някои други, които подкрепят идеята, че Сталин се е готвил да нападне, като Михаил Мелтюков, отквърлят тази част от теорията на Суворов, твърдейки, че и двете страни са се готвели за нападение сами, не в отговор на приготовленията на другата страна.
Тази теза е привлякла вниманието на обществото в някои страни, и е подкрепяна от някои историци (като Владимир Невежин, Борис Соколов, Валери Данилов, Йоаким Хофман и Марк Солонин). Тя не е приета от мнозинството западни историци.
Тезата за характера на Операция „Барбароса“ (Директива № 21 на Обединеното командване на Вермахта) се потвърждава и от някои други източници, като мемоарите на Ерих фон Манщайн и свидетелските показания пред Нюрнебергския трибунал на Фридрих Паулус. Тезата е основно развита в придобилата известност трилогия „Ледоразбивачът“ на Виктор Суворов.
Основният свидетел на съветския обвинител на Нюнбергския трибунал и същевременно главен теоретик на плана „Барбароса“ Фридрих Паулус (свидетел в процеса, но не и обвиняем), дава противоречиви показания пред съдебния състав по въпроса за отговорността за започване на нападението над СССР. Тезата за превантивната война е водеща за защитата на Генералния щаб на Вермахта.